# Anna Carina Buchegger
Anna Carina Buchegger (* 12. Juni 1989 in Wien) ist eine österreichische Musicaldarstellerin.

## Leben und Werk
Anna Carina Buchegger, die aus Grafenbach-St. Valentin in Niederösterreich stammt, war bereits als Kind und Jugendliche von Musicals begeistert. Ihre Familie unterstützte ihre musikalische Ausbildung, die sie mit ihrer Bühnenreifeprüfung an den Performing Arts Studios Vienna abschloss. Sie war bereits während ihrer Ausbildung in verschiedenen Musical-Produktionen zu sehen. In ihrem letzten Studienjahr erhielt sie 2010 die Hauptrolle in der deutschsprachigen Erstaufführung des Disney-Musicals Camp Rock in der Wiener Stadthalle, die dort im November/Dezember 2010 gezeigt wurde.
Im Sommer 2011 gehörte sie an der Seite von Alfons Haider zum Ensemble der Produktion Sie spielen unser Lied bei den Stockerauer Festspielen. Anschließend verkörperte sie in der zum 150. Geburtstag des österreichischen Jugendstil-Malers Gustav Klimt entstandenen Produktion Gustav Klimt–Das Musical im Künstlerhaus Wien (September/Oktober 2011) die Rolle von Mizzi Zimmermann, Klimts Modell und mehrjährige Geliebte, mit André Bauer in der Titelrolle als Partner.
In der konzertanten Produktion von Das Phantom der Oper, die im November und Dezember 2012 im Wiener Ronacher gezeigt wurde, spielte und sang sie, „mit großer Herzenswärme und einem die Bühne ausfüllenden Strahlen“, die Rolle der Meg Giry, die älteste Tochter der „Madame Giry“ und beste Freundin der weiblichen Hauptrolle Christine Daaé, wofür sie sehr gute Kritiken erhielt und als „Entdeckung des Abends“ gefeiert wurde.
In der deutschsprachigen Erstaufführung des Musicals Natürlich blond, eine Produktion der Vereinigten Bühnen Wien im Wiener Ronacher, übernahm sie ab Februar 2013 die Rolle der Gerichtsschreiberin Gabby. Es folgten Ensemblerollen in Produktionen bei den Vereinigten Bühnen Wien (Liebe stirbt nie, Oktober 2013) sowie im August 2014 in Flashdance beim Musical Sommer Amstetten.
Im Sommer 2015 gastierte sie bei den Freilichtspielen Tecklenburg in einer Cats-Inszenierung von Regisseur Andreas Gergen, wo sie als freche[n], diebische[n] Katze[n] Rumpleteazer, „die sich und ihren Unfug mitreißend präsentierte, für Begeisterung sorgte“. Sie wirkte außerdem in Don Camillo & Peppone (2016/17, am Theater St. Gallen und im Wiener Ronacher, als Gina) sowie im Musical I Am from Austria (ab September 2017, als Emma Carter) am Wiener Raimundtheater mit.
Im September 2019 übernahm sie die Rolle des Rumpleteazer in einer neuen Cats-Produktion im Wiener Ronacher, wo sie „die Strahlekatze“ des Duos Mungojerrie & Rumpleteazer spielte. Seit Oktober 2023 ist sie im Wiener Ronacher im Ensemble (und Cover Isabella) von Rock Me Amadeus – Das Falco Musical zu sehen.